# ساوبرا

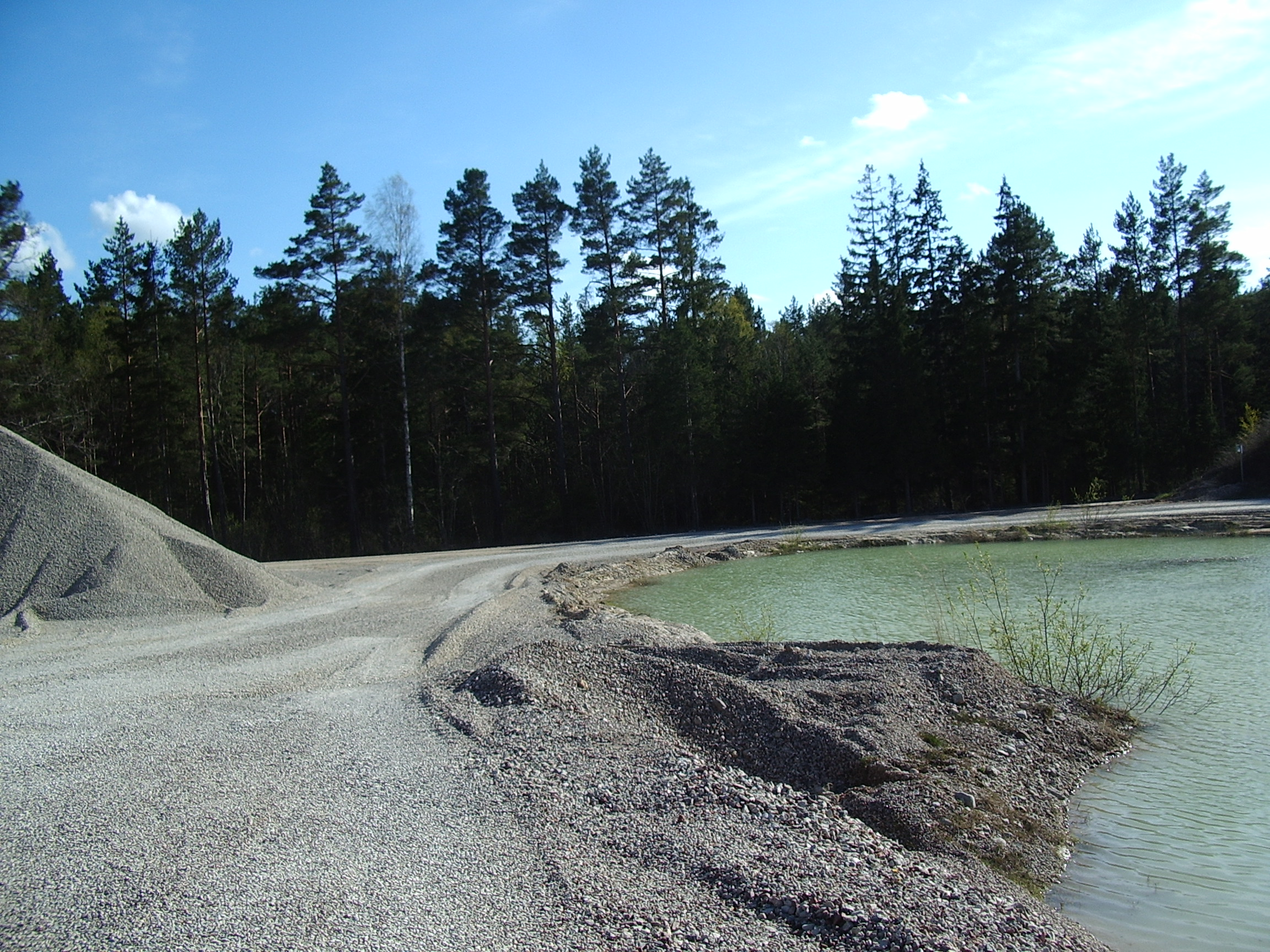
مقلع حصى في ساوبرا

ساوبرا هي قرية في أبرشية ساريما في مقاطعة سار في غرب إستونيا.
يبلغ التعداد السكاني 68 (اعتبارا من 1.01.2007).